# AN/SPS-48

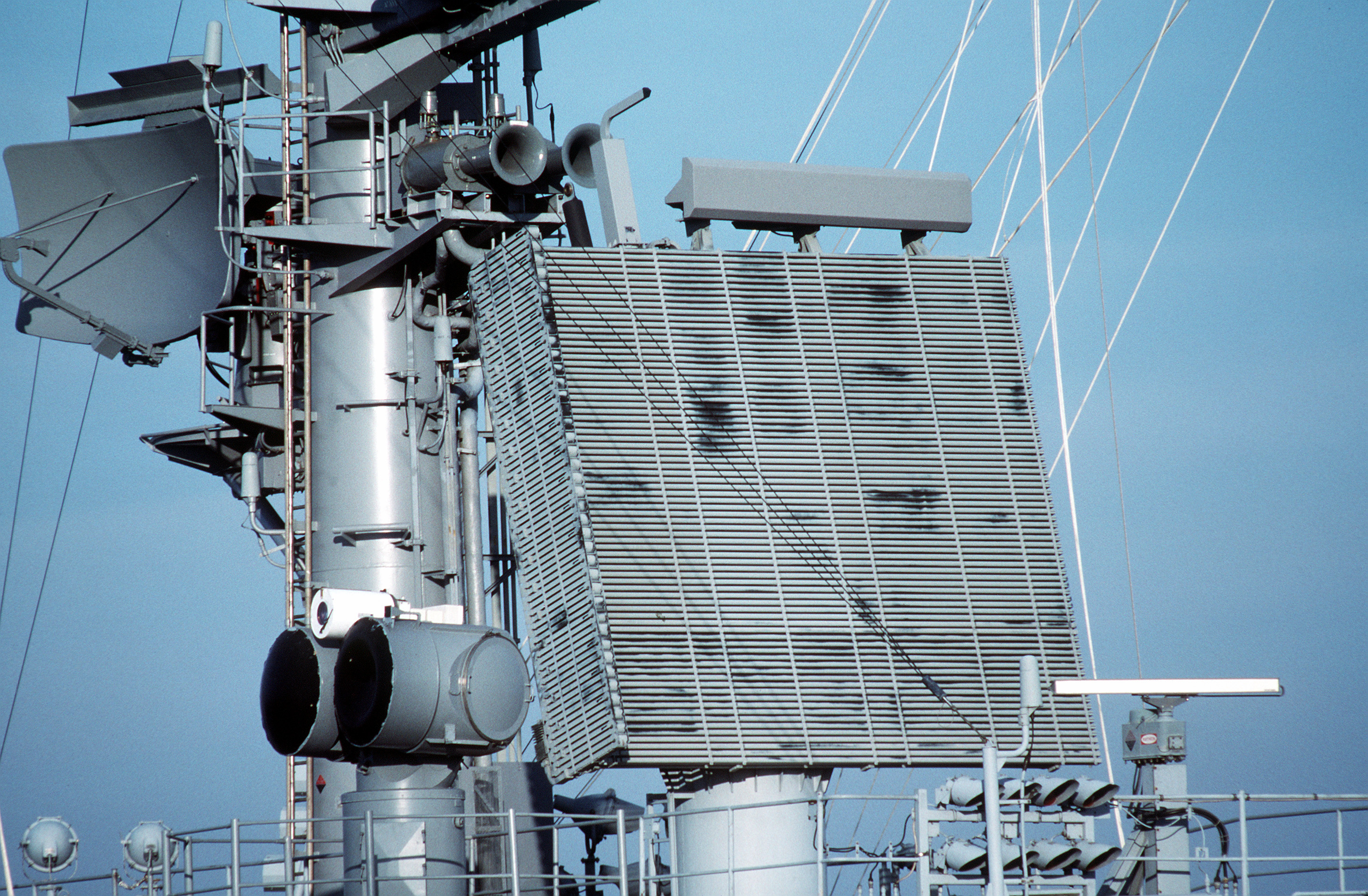
AN/SPS-48

Das AN/SPS-48 (JETDS-Bezeichnung) ist ein dreidimensionales Luftraumsuchradar mit großer Reichweite. Es wird von dem US-Konzern ITT Gilfillan produziert.

## Entwicklung
Da das AN/SPS-39 keine ausreichend genaue Feuerleitlösung für die RIM-8-Talos-Lenkwaffe bereitstellen konnte, wurde die Entwicklung des AN/SPS-48 in Auftrag gegeben. Der Herstellungsvertrag für die ersten beiden Systeme wurde 1960 abgeschlossen. Das erste SPS-48 wurde auf der Worden im März 1965 installiert.

## Beschreibung
Das SPS-48 benutzt zur Höhenfindung von Radarzielen die sogenannte „Frequency scanning“-Technologie (FRESCAN). Hierbei wird auf einer großen Bandbreite von Frequenzen gesendet. Ein „scan“-Vorgang beginnt mit einer hohen Frequenz, was dazu führt, dass die Radarsignale vom unteren Teil der Antenne gesendet werden. Nun wird die Frequenz reduziert und der Ort der Abstrahlung wandert auf der Antennenfläche nach oben. Hierdurch verändert sich der Winkel zum Radarziel, woraus letztendlich dessen Höhe errechnet werden kann. Dieses Verfahren hat zwar den Vorteil, dass es ohne zusätzliche mechanische Bauteile zur Höhenfindung auskommt und eine höhere EloGM-Resistenz aufweist, es ist allerdings auch eine relativ große und sperrige Antenne nötig um eine präzise Ortung zu gewährleisten. Es sind des Weiteren mehrere EloGM-Betriebsmodi und ein IFF-System integriert.

## Varianten

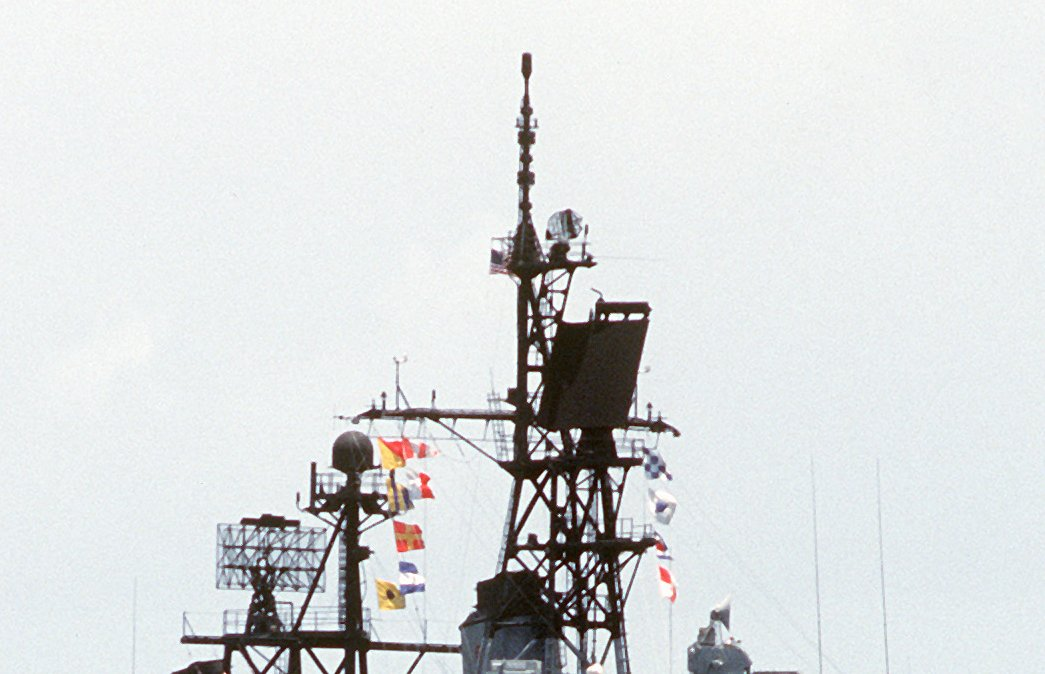
Das SPS-48E an Bord der Macdonough ist hier in der Mitte des Bildes deutlich erkennbar

### SPS-48A-D
- SPS-48A: Originales System
- SPS-48B: Unbekannt. Eventuell ein nicht realisierter Prototyp für die C-Variante
- SPS-48C: Variante mit automatischer Zielerfassung und Verfolgung sowie einem MTI-Modus
- SPS-48D: Prototyp für das SPS-48E

### SPS-48E
Bei der E-Variante handelt es sich um eine massive und umfassende Leistungssteigerung auf Basis der C-Version. Das System wurde 1982 im Rahmen des „New-Threat-Upgrade“-Programmes an Bord der Mahan getestet und ab 1986 ausgeliefert. In der US Navy hat das SPS-48E den Großteil der älteren Varianten ersetzt sowie alle AN/SPS-52-Systeme. Der Stückpreis beläuft sich auf ca. 18 Mio. US-Dollar. Es folgt eine Aufzählung der durchgeführten Verbesserungen:
- Verbesserte Antenne (höhere Empfindlichkeit, geringere Nebenkeulen)
- Zusätzlicher Splitterschutz für die Antenne
- Verdoppelung der Sendeleistung
- Verwendung von digitalen Systemkomponenten mit umfangreichen Selbstdiagnosefunktionen
- Halbierung der benötigten Komponenten im Vergleich zur C-Variante (erhöhte Zuverlässigkeit)
- Erhöhte ECCM-Kapazitäten
- Das Radar kann auch über externe Systeme gesteuert werden (z. B. durch das Aegis-Kampfsystem)
- Verbesserung der Schnittstellen. Es können folgende Waffensysteme mit Zieldaten versorgt werden:
  - RIM-7 Sea Sparrow
  - RIM-162 ESSM
  - RIM-116 RAM
  - Standard Missile
  - MIM-104 Patriot
  - MIM-23 HAWK
- Verbesserte Erfassung und Verfolgung folgender Ziele:
  - Tiefflieger
  - Überschall-Ziele
  - Marschflugkörper
  - Hubschrauber
  - Ballistische Raketen (bis in 300 km Höhe)

### SPS-48F-G
- SPS-48F: Eine leichtere und kompaktere Version für den Einsatz auf kleineren Schiffen. Verfügt auch über neue, zuverlässigere Baugruppen.
- SPS-48G: Diese Variante, welche von ITT angeboten wird, soll primär die Zuverlässigkeit erhöhen und die Wartbarkeit vereinfachen.

### Upgrades
- Pulse Doppler Upgrade: Dieses Upgrade verbessert die Doppler-Signalverarbeitung und steigert so die Leistung in küstennahen Gewässern. Auch kleine Objekte wie Marschflugkörper können nun mit einer wesentlich höheren Wahrscheinlichkeit (90 % pro Umlauf) erkannt werden.
- Solid-State Transmitter: Der Einsatz von neuen digitalen Komponenten soll die Leistung und vor allem die Zuverlässigkeit des Systems weiter steigern.
- Leightweight Antenna: Im Rahmen dieses Upgrades soll eine leichtere Antenne verwendet werden.

## Plattformen
- Kreuzer: Virginia-Klasse, Leahy-Klasse, Belknap-Klasse, California-Klasse, Long Beach, Bainbridge, Truxtun
- Zerstörer: Farragut-Klasse, Forrest-Sherman-Klasse, Kidd-Klasse
- Flugzeugträger: Nimitz-Klasse, Forrestal-Klasse, Midway-Klasse, John F. Kennedy, Enterprise
- Schiffe für amphibische Kriegsführung: Wasp-Klasse, Tarawa-Klasse, San-Antonio-Klasse

## Technische Daten
- Gewicht (über / unter Deck; SPS-48C): 2.250 kg / 8.750 kg
- Antennenmaße (B × H): 5,36 m × 5,18 m
- Frequenzbereich: 2,9 – 3,1 GHz
- Polarisation: Vertikal
- Antennengruppen:
  - SPS-48E: 95
  - SPS-48F: 71
- Impulsleistung
  - SPS-48E: 0,06, 0,66 oder 2,4 MW
  - SPS-48F: 0,66 MW
- Durchschnittsleistung:
  - SPS-48C: 15 kW
  - SPS-48E: 18 – 31 kW
  - SPS-48F: 15 kW
- Öffnungswinkel: 1,5° × 1,6°
- Vertikale Abdeckung:
  - Suchmodus: 0° – 45°
  - Verfolgungsmodus: 0° – 69°
- Impulsfolgefrequenz: 330 – 2250 Hz
- Sendezeit: 2, 9 oder 27 µs
- Entfernungsauflösung: 0,21 – 0,48 km (0,11 km für E-Variante)
- Winkelauflösung: 0,17°
- Antennenumlaufzeit: 4 – 8 s
- Antennengewinn: 38,5 dB
- Reichweite:
  - Maximum: 460 km (Zielsuche), 925 km (Zielverfolgung)
  - Jagdflugzeug: 445 km
  - 5 m²-Ziel (siehe RCS): 408 km (F-Variante: 278 km)
  - 1 m²-Ziel: 231 km
  - 0,1 m²-Ziel (im Tiefflug): 32 km (F-Variante: 167 km, kein Tiefflug)
- Erfassungswahrscheinlichkeit pro Umlauf: 50 % (mit PDU-Upgrade: 90 %)
- Fehlalarmwahrscheinlichkeit pro Umlauf: 0,000001 %
- Maximale Erfassungshöhe (für E-Variante):
  - Zielsuche: 30 km
  - Zielverfolgung: > 460 km
- Anzahl verfolgbarer Ziele: > 1000 (E-Variante)
- MTBF:
  - SPS-48E: > 650 Stunden
  - SPS-48F: 950 Stunden
- MTTR: 15 Minuten (E-Variante)